# Hotkowicze
Hotkowicze, także Godkowicze, Gotkowicze (biał. Готкавічы, ros. Готковичи) – wieś na Białorusi, w obwodzie mińskim, w rejonie mołodeckim, w sielsowiecie Lebiedziewo.

## Historia
W czasach zaborów w gminie Bienica, w powiecie oszmiańskim, w granicach Imperium Rosyjskiego. W 1866 roku liczyła 83 dusze rewizyjne (22 w części należącej do dóbr Zaleś, 61 w części dóbr skarbowych Markowo).
W latach 1921–1945 wieś leżała w Polsce, w województwie wileńskim), w powiecie mołodeckim, w gminie Bienica.
W 1931 wieś w 73 domach zamieszkiwało 395 osób.
Wierni należeli do parafii rzymskokatolickiej w Bienicy i prawosławnej w Zalesiu. Miejscowość podlegała pod Sąd Grodzki w Mołodecznie i Okręgowy w Wilnie; właściwy urząd pocztowy mieścił się w Bienicy.
W wyniku napaści ZSRR na Polskę we wrześniu 1939 miejscowość znalazła się pod okupacją sowiecką. 2 listopada została włączona do Białoruskiej SRR. Od czerwca 1941 roku pod okupacją niemiecką. W 1944 miejscowość została ponownie zajęta przez wojska sowieckie i włączona do Białoruskiej SRR.
Od 1991 w składzie niepodległej Białorusi.

## Przynależność państwowa i administracyjna
- ? – 1917  Imperium Rosyjskie, gubernia wileńska, powiat oszmiański
- 1917–1919  Rosyjska FSRR
- 1919–1920  Polska, Zarząd Cywilny Ziem Wschodnich, okręg wileński
- 1920  Rosyjska FSRR
- 1920–1922  Litwa Środkowa, powiat oszmiański
- 1922–1945[a]  Polska
  - województwo:
    - Ziemia Wileńska (1922–1926)
    - wileńskie (od 1926)

  - powiat:
    - oszmiański (1920–1927)
    - mołodecki (od 1927)

  - gmina Bienica
- 1945–1991  ZSRR, Białoruska SRR
- od 1991  Białoruś